# كامل الحسيني
كامل طاهر الحسيني (1867 - 1921): هو المفتي العام للقدس السابق، وُلد بالقدس في 23 فبراير 1867، تولى منصب الإفتاء بعد وفاة أبيه طاهر الحسيني عام 1908، عُرف كامل بمواقفه المعتدلة والمناهضة للحركة الصهيونية، وقد شارك الحسيني في وضع حجر أساس الجامعة العبرية في القدس بمشاركة اللورد بلفور وحاييم وايزمان.
بعد إحتلال بريطانيا لفلسطين بعد الحرب العالمية الأولى، عُين الحسيني رئيساً لمحكمة الإستئناف الشرعية، ورئيساً للجنة الوقف العليا في فلسطين، على الرغم من تعارض الجمع بين منصبي الإفتاء والقضاء. وبذلك أصبح الحسيني مسؤولاً عن إدارة الأوقاف في جميع أنحاء فلسطين.

## أوسمته
في عام 1919 منح ملك بريطانيا جورج الخامس وسام القديس ميخائيل والقديس جرجس لمفتي القدس آنذاك كامل الحسيني.